# Strongylopsis chinensis
Strongylopsis chinensis är en stekelart som beskrevs av He 1996. Strongylopsis chinensis ingår i släktet Strongylopsis och familjen brokparasitsteklar. Inga underarter finns listade i Catalogue of Life.